# Burg Reinegg (Südtirol)
Die Burg Reinegg (auch Reineck) ist eine hochmittelalterliche Burg im Sarntal in Südtirol. Sie befindet sich dort oberhalb der Ortschaft Sarnthein, des Hauptorts der Gemeinde Sarntal. Die nicht öffentlich zugängliche Burganlage steht unter Denkmalschutz.

## Geschichte
Die erste urkundliche Erwähnung der Anlage erfolgte 1263 unter dem Namen „castrum Sarentine“, wobei aus baugeschichtlichen Gründen eine Entstehung des Baus im zweiten Viertel des 13. Jahrhunderts angenommen wird; die Burg zählte ursprünglich zum Hausgut der Grafen von Eppan und war Mittelpunkt der an die Eppaner gelangten Herrschaft von Sarnthein. 1273 erfolgte die Belehnung der Burg an Meinhard II. Herzog Rudolf von Österreich sprach 1364 Petermann von Schenna Schloss Reinegg und die dortige Pflegschaft als lebenslanges Lehen zu, mit einer jährlichen Besoldung von 100 Berner Mark. Nach seinem Tode belehnte Herzog Leopold Konrad II. von Fraunberg–Haag mit Reinegg. 1635 wurde der aus Augsburg stammende David Wagner, Handelsmann in Bozen, Besitzer der Burg. Die Familie wurde darauf zu Freiherren und Grafen von Sarnthein erhoben. Bis 1936 blieb Reinegg in Familienbesitz. 1938 kauften die Conte di Cesana die Burg. Am 11. April 2015 stürzte ein Teil der Ringmauer plötzlich ein.

## Anlage
Die Burg besitzt einen repräsentativen Palas mit gekuppelten Drillingsfenstern. Außerdem vorhanden sind Bergfried, Torturm, drei Zwinger, eine Burgkapelle mit Fresken aus dem 13. Jahrhundert und Wirtschaftsgebäude.